# آرثر مارتن
آرثر مارتن (بالإنجليزية: Arthur Martin-Leake)‏ (و. 1874 – 1953 م) هو طبيب عسكري، من جنوب أفريقيا، ويحمل رتبة عسكرية بدبلكفنك (مقدم)، توفي في هيرتفوردشير، عن عمر يناهز 79 عاماً، بسبب سرطان الرئة.

## التعليم
تعلم في مدرسة وستمنستر.

## الخدمة العسكرية
خدم في الجيش البريطاني.

## جوائز
حصل على جوائز منها:
- صليب فيكتوريا.